# IBMビッグブルー
IBM BIG BLUE（アイ・ビー・エム ビッグブルー）は、日本の千葉県千葉市に拠点を置くアメリカンフットボールのクラブチーム。Xリーグ1部のX1 Superに所属する。
現チーム名はスポンサー企業IBMの愛称（青ロゴで知られる事、世界最大の電子計算機メーカーである事にちなむ）をそのまま頂いたもの。

## 概要
1976年に創設されたチームである。翌1977年に日本社会人リーグに加盟。創部からジャパンXボウル・ライスボウルの制覇は一度もない。2019年のリーグ再編以降、1部であるX1の上位カテゴリ、X1 Superに所属している。
チームカラーはブルーとホワイト。IBMのロゴカラーと同じである。ホームタウンは千葉県千葉市、練習場所は美浜区のゾゾパークホンダフットボールエリア。

## 歴史

### 創部〜2011年
1976年に同好会として発足された。創部当時のチーム名はIBM Thinkers。
2002年Xリーグ昇格。26年越しのX1昇格を果たした後は安定した戦績をあげ、プレーオフ進出を狙えるまでに成長した。
2010年山田晋三がヘッドコーチに就任すると、秋季リーグではディビジョン2位で2ndステージに臨む。格上とされていたパナソニック電工インパルスに試合終了残り1秒まで同点という全くの互角の戦いを演じる。試合には敗れたもののプレーオフに残りチーム史上最高位(ベスト4)でシーズンを終了。
2011年は1stステージでアサヒビールシルバースター、オービックシーガルズ、ノジマ相模原ライズに敗れディビジョン4位と低迷した。

### 2012年
山田は選手獲得にも手腕を発揮した。春季、関東学生リーグ史上屈指の実績を残したRB（ランニングバック）、末吉智一（早稲田大卒）を獲得。更に同年、米国の強豪校カリフォルニア大学ロサンゼルス校で先発経験のあるQB（クオーターバック）、ケビン・クラフトを獲得。NFL入りを逃した米国人選手を入団させるということは他チームでも既にあったが、山田はチーム内の会話をすべて英語にして米国人選手の能力を活かすという更に踏み込んだ手法を採った。学生時代は無名で、選手としては引退状態にあったTE（タイトエンド）ジョン・スタントンもトライアウトにより獲得。
同年8月、Xリーグ初戦でIBMは優勝候補の富士通フロンティアーズと対戦。この試合でクラフトはいきなり17回連続パス成功という衝撃のデビューを果たす。
パス成功率が試合中60%を超えれば及第点、とされるところを強豪相手に高い精度でパスを決め続けるクラフトの姿に、IBMの躍進が予感された。
同年秋季は富士通、オービック、パナソニック電工といった強豪に敗れ2ndステージで敗退、プレーオフには進出できなかったが強豪の一角であるノジマには48-17と完勝し得点力においては国内トップクラスになっていることを窺わせた。
デビュー初年、パス獲得ヤード、TDパス数などのリーグ歴代記録を圧倒的なパフォーマンスで塗り替えたクラフトは、翌2013年になると他選手との呼吸が更に合うようになりジョン・スタントンとのホットラインもますます洗練されていった。NFL入りに挑戦中のWR栗原嵩（法政大卒）も入団し、攻撃陣の選手層は充実した。

### 2013年
9月、1stステージ第3節にリーグ3連覇中のオービックと対戦。8回の逆転劇が起こる激しい試合はオービックが試合残り5分で逆転TDをあげ42-41と辛くも逃げ切った。Xリーグの上位チーム同士の対戦は20点前後のスコアで決することが多い中、両軍とも40点以上というハイスコアゲームは、リーグ史上に残る好試合だったと評された。
同年11月、2ndステージで鹿島ディアーズ（現胎内ディアーズ）と対戦。この試合もクラフトのパス能力が鹿島を圧倒し56-35でチーム創立以降初めて鹿島に勝利した。
3年連続でプレーオフ進出は逃したものの、クラフトを選手兼攻撃コーディネーターとして戦術の伝達時間を短くし、敵ディフェンスに考える間も与えずに攻撃を仕掛けるノーハドル戦法は対オービック戦41得点（オービックチーム史上最多失点記録）、対鹿島戦で56得点（鹿島チーム史上最多失点記録、翌2014年同一カードにて69失点を喫し記録更新）を挙げた。

### 2014年
DL（ディフェンスライン）にトゥイカ・トゥファーガ、ジェームス・ブルックス、紀平充則といった有力選手が入団、富士通やオービックと比べ弱いとされていたディフェンスの強化が図られた。1stステージで富士通に42-13で敗れたが、強敵ノジマには30-21で勝利。4勝1敗で同ステージを2位通過した。2ndステージではアサヒ飲料チャレンジャーズとリクシルに連勝。4年ぶりにプレーオフ（ファイナルステージ、ベスト4に相当）に進出した。同ステージ準決勝でまたもリクシルと対戦し69-54と勝利。長年勝てなかったリクシルに2013年以降3連勝して旧来の序列は完全に逆転した格好となった。
この勝利でIBMはチーム創立以降初めてジャパンエックスボウルに進出した。対戦相手は新たにQBコービー・キャメロンを獲得し王者オービックを準決勝で破った富士通。米国人本格QB同士の対決と囃された同試合は総合力に勝る富士通が44-10と圧勝。IBMはリーグ2位でシーズンを終えた。

### 2015年
春季オープン戦開幕時にWR小川道洋が選手登録から外れ、替わりにRB高木稜（京都大卒）が2014年秋季終盤から大きく成長し、エースRB末吉に迫る活躍をし始めたこともありパス攻撃に関する諸数値（パス試投数、パス獲得yd、ラン/パス回数比率など）が過去2年より低下してラン攻撃への志向が若干見られた。同年1stステージはセントラルディビジョンに所属し、開幕3連勝の後、第4節でQBメイソン・ミルズとWRローマン・ウィルソンを獲得して戦力の大幅強化に成功したアサヒビールシルバースターと対戦。第1節でリクシルを激戦の末に倒し勢いに乗るアサヒビールとの戦いは接戦必至と思われたが、IBMディフェンス陣がライン戦で圧倒してQBサック5、インターセプト5を奪い35-18と完勝し連勝を4に伸ばした。続く第5節、リクシルとの対戦は「負けたとしても11点差以内ならばディビジョン1位通過」という状況で試合に臨んだ。試合は先制はしたもののすぐに逆転を許し、以降リードを許したまま25-33で敗戦。8点差での敗北であったため、ディビジョン1位通過は確保した。
同年2ndステージはオービック、アサヒ飲料との対戦となった。対オービック戦は獲得yd、1stダウン獲得数、販促罰退yd等の主要諸数値はほぼ互角だったものの、被インターセプト数3が響き26-34で敗戦。次節の対アサヒ飲料戦は37-20で勝利したが秋季5勝2敗、リーグ6位でファイナルステージに進出できず、シーズン終了となった。

### 2016年
春季は2年ぶりに公式戦（パールボウル）が開催された。IBMは順当に予選リーグを勝ち上がり、準決勝もノジマに34-21で勝利しチーム史上初の決勝進出を果たす。対戦相手は優勝候補の富士通、オービックを劇的な逆転勝利で破ったリクシル。リクシルQB加藤翔平とクラフトのパサー対決とも目されたが両者とも本領発揮できず、IBMが勝ち越してはリクシルが追い付くという展開で4Qに突入。残り38秒でリクシルがTDを奪い1点差に迫ると、一気に逆転を狙って2点コンバージョンを選択。同点のタイブレーク狙いを敢えて捨て、3試合連続の逆転勝ちを目論んだが、加藤のパスをDLブルックスが叩き落としてコンバージョンは失敗。このまま21-20でIBMがパールボウルを初制覇した。所謂「ボウルゲーム」を制したことでIBMは関東屈指の強豪チームの地位を確保した。
同年秋季はXリーグの対戦方式改正がなされディヴィジョンを跨いだ試合を組み上位チーム同士の対戦が増えた。混戦が予想される中、レギュラーシーズンは第3節までQBクラフトが欠場したものの、新人QB政本悠紀（早稲田大卒）の活躍もあり富士通●（24-29）、ブルズ○（61-0）、アサヒビール○（34-27）、リクシル●（48-52）、オービック●（23-24）、アサヒ飲料○（13-7）の3勝3敗でディビジョン2位でポストシーズン（プレイオフ）進出。富士通、リクシル、オービックに敗れた3試合とも試合内容ではほぼ互角であったが最終盤の脆さから接戦を落とす結果となった。 
ポストシーズン準々決勝は近年”shooting game(パス攻撃中心の高得点試合)”を演じているリクシルとの対戦となった。IBMはQBクラフト、DLブルックスの故障回復で攻守とも好調。リクシルは被インターセプト2回、ファンブルロスト1回を喫しオフェンスが自滅。37-10でIBMが勝利し準決勝へ進出した。 
11月27日、富士通スタジアム（旧称川崎球場）準決勝、過去8戦全敗の富士通との対戦。完敗続きであった対富士通戦だが春季を制覇したIBMの実力向上ははっきりと見られた。ブルックスとイエイツ・ライキームの激しいラッシュが奏功し前半は16-19とリードされるも僅差で折り返す。3Qに高木陵のランフェイクからのスタントンへのパスというスペシャルプレイで26-22とついに逆転。その後IBMがFG（フィールドゴール）1本、富士通がFG2本を決め29-28となり、4Q残り1分21秒、富士通自陣20yから富士通最後の攻撃が始まった。所謂”2ミニッツオフェンス”と呼ばれる、QBの真価が問われる状況がやってきた。富士通QBキャメロンは冷静に前進し、残り5秒で45yFG試行という場面を作った。これを西村豪哲が確実に決め、試合終了。西村はこの日5連続FG成功という大活躍で富士通の劇的勝利となりIBMはまたも接戦を落としてシーズン終了となった（シーズン最終順位は5位）。

### 2017年
春季パールボウルはブルズ、東京ガスクリエイタースに順当に勝利。準決勝で相模原ライズと対戦。QBガードナーのラン、パスに苦しみながらも27-19で勝利、決勝進出。連覇をかけてオービックと対決。クラフトの調整不足からか、IBMのQBは控えの政本を中心に起用。IBMが追いすがってはオービックが突き放す展開で4Qへ。４Q中盤に栗原が93yのキックオフリターンTDを決め2点差に迫り流れを引き寄せたかに見えたが、その後オービックディフェンスの奮起に遭い決定機もつかめないままオービックに逃げ切られた。IBMはオービックにまたも敗れたが、政本中心の起用でも十分に戦えることや、対オービック戦でチーム史上7年ぶり2度目となるキックオフリターンTDを決めるなど、近年のトップチームであるオービックとの実力差がほぼ埋まりつつあることを感じさせた。
秋季初戦、いきなり春季決勝の再現となる対オービック戦では、オービックオフェンスの好調もあり前半IBMは劣勢に立たされる。3Qに入り17-21とオービックにリードされなおかつ自陣4yまで攻め込まれた時点で、TDを奪われてしまえば厳しい状況に追い込まれる場面であったが、ここでブルックスの猛烈なパスラッシュでオービックQB菅原俊が投げ損ない、これをDB小林がインターセプト。そのまま90y以上を駆け抜けて起死回生の逆転TDを奪う。一気に流れをつかんだIBMは政本、スタントン、高木、末吉らがロングゲインを連発して要所で加点。ディフェンスラインもラッシュが決まるようになり、またクラフトもボールコントロールに徹して、38-34で逃げ切った。未勝利13連敗中だった対オービック戦に勝ち、歴史的な試合となった。第二節以降は明治安田PentaOcean○52-0、ノジマ相模原●42-49、エレコム神戸○13-10(延長TB)、●LIXIL26-28、○アサヒ飲料10-0でレギュラーシーズン4勝2敗、SUPER9内5位でポストシーズンに進出した。ポストシーズン準々決勝はLIXILとの再戦。後半に攻勢をかけ51-31で勝利し準決勝でパナソニックインパルスと対決することとなった。パナソニックはXリーグにおける「3強」の一角を占め、今季7戦全勝、対IBM戦5戦全勝、ファン投票によるアンケートでも70%以上がパナソニック勝利と予想するなどIBM不利と見られたが、3Qにオンサイドキックを成功させ連続TDを挙げて逆転。4Qにも1TDを加え31-24で勝った。
オービック、パナソニックを破って勢いに乗るIBMはここ3年で2回JXBを制覇している富士通と対戦。前半早々からパス守備の弱さを突かれ次々と失点。RB高木、末吉のTDランなど反撃に出る場面もあったが23-63というJXB史上最多得失点差で大敗。リーグ2位でシーズン終了。

### 2018年〜
2018年3月、山田がHCを退きシニアディレクターに就任。ケビン・クラフトが選手兼HCとなった。
2019年、キッカーの佐藤敏基が日本記録タイの58ヤードのFGを成功させた。この年は3勝4敗でリーグ5位で決勝トーナメントに進むことは出来なかった。
2020年、活動拠点を現在の千葉県千葉市美浜区に移転。新型コロナウイルス感染症の感染拡大により、短縮日程が取られ、X1 Superを2つのブロックに分ける形式でシーズンが行われた。IBMは富士通フロンティアーズ、ノジマ相模原ライズ、エレコム神戸ファイニーズと共にAブロックに所属。3戦全敗してシーズンを終えた。
2021年、レギュラーシーズンを3勝4敗で終え、リーグ4位でポストシーズンに進出した。ポストシーズン1戦目にパナソニック インパルスと対戦し、31-38の接戦の末敗れた。
2022年、この年からX1 Superが12チームに拡大。さらに対戦方法が変更され、12チーム2ブロック制となった。IBMはディビジョンAに所属した。レギュラーシーズンを4勝1敗で終え、ディビジョン2位通過。ポストシーズンでは1戦目のエレコム神戸戦で25-35で敗れ、シーズンを終えた。

## 文化

### チアリーダー
BigBlue Cheerleadersがチームのチアリーディングチームとして活動している。創部は1993年である。

## タイトル

### 社会人リーグ
通算　優勝：0回　準優勝：3回
東京スーパーボウル(1987年～2002年)
- 優勝：なし
- 準優勝：なし

ジャパンXボウル(2003年～2020年)
- 優勝：なし
- 準優勝：3回（2014, 2017-2018）

ライスボウル(2021年～)
- 優勝：なし
- 準優勝：なし

()内はシーズン年度

### 社会人VS学生大会
ライスボウル(～2021年)
- 出場なし

()内はライスボウル開催年

## 成績

### 秋季リーグ戦成績
|  |  |  | 優勝 |  | 準優勝 |  | 昇格 |  | 降格 |

#### 1997年-2008年（2ステージ制）
| 年度                       | 所属      | レギュラーシーズン | レギュラーシーズン | レギュラーシーズン | レギュラーシーズン | Final6（プレーオフ）    |
| 年度                       | 所属      | 勝                 | 敗                 | 分                 | 順位               | Final6（プレーオフ）    |
| -------------------------- | --------- | ------------------ | ------------------ | ------------------ | ------------------ | ----------------------- |
| 1997                       | X2        | 3                  | 2                  | 0                  | 3位                |                         |
| 1998                       | X2        | 3                  | 2                  | 0                  | 3位                |                         |
| 1999                       | X2        | 3                  | 2                  | 0                  | 3位                |                         |
| 2000                       | X2        | 4                  | 0                  | 1                  | 2位                |                         |
| 2001                       | X2        | 5                  | 0                  | 0                  | 1位                | X1-X2入替戦勝利、X1昇格 |
| 2002                       | X EAST    | 1                  | 4                  | 1                  | 5位                |                         |
| ジャパンエックスボウル開始 |           |                    |                    |                    |                    |                         |
| 2003                       | X EAST    | 0                  | 5                  | 0                  | 6位                |                         |
| 2004                       | X EAST    | 2                  | 3                  | 1                  | 4位                |                         |
| 2005                       | X CENTRAL | 4                  | 1                  | 0                  | 3位                |                         |
| 2006                       | X EAST    | 4                  | 2                  | 0                  | 3位                |                         |
| 2007                       | X CENTRAL | 5                  | 2                  | 0                  | 3位                |                         |
| 2008                       | X CENTRAL | 5                  | 2                  | 0                  | 3位                |                         |

#### 2009年-2015年（3ステージ制）
| 年度 | 所属      | 1stステージ | 1stステージ | 1stステージ | 1stステージ | 2ndステージ    | Finalステージ                            |
| 年度 | 所属      | 勝          | 敗          | 分          | 順位        | 2ndステージ    | Finalステージ                            |
| ---- | --------- | ----------- | ----------- | ----------- | ----------- | -------------- | ---------------------------------------- |
| 2009 | X EAST    | 4           | 3           | 0           | 3位         | Super9：0勝2敗 |                                          |
| 2010 | X EAST    | 6           | 2           | 0           | 2位         | Super9：1勝1敗 | ファイナルステージ敗退（対パナソニック） |
| 2011 | X CENTRAL | 3           | 4           | 0           | 4位         | Battle9：2勝   |                                          |
| 2012 | X CENTRAL | 4           | 3           | 0           | 3位         | Super9：1勝1敗 |                                          |
| 2013 | X CENTRAL | 4           | 3           | 0           | 3位         | Super9：1勝1敗 |                                          |
| 2014 | X CENTRAL | 6           | 2           | 0           | 2位         | Super9：2勝    | JXB敗退（対富士通）                      |
| 2015 | X EAST    | 4           | 3           | 0           | 1位         | Super9：1勝1敗 |                                          |

#### 2016年-2018年（2ステージ制）
| 年度 | 所属      | レギュラーシーズン | レギュラーシーズン | レギュラーシーズン | レギュラーシーズン | プレーオフ                     |
| 年度 | 所属      | 勝                 | 敗                 | 分                 | 順位               | プレーオフ                     |
| ---- | --------- | ------------------ | ------------------ | ------------------ | ------------------ | ------------------------------ |
| 2016 | X EAST    | 6                  | 3                  | 0                  | 2位                | セミファイナル敗退（対富士通） |
| 2017 | X CENTRAL | 7                  | 3                  | 0                  | 2位                | JXB敗退（対富士通）            |
| 2018 | X EAST    | 8                  | 2                  | 0                  | 2位                | JXB敗退（対富士通）            |

#### 2019年-現在（Super・Area制）
- 2022年-2023年シーズンはX1 SuperがDiv.AとDiv.Bの2ディビジョンに分かれて実施。
- 2024年シーズンからEAST・CENTRAL・WESTに地区分け

| 年度                                | 所属     | 地区 | レギュラーシーズン | レギュラーシーズン | レギュラーシーズン | レギュラーシーズン | プレーオフ                                 |
| 年度                                | 所属     | 地区 | 勝                 | 負                 | 分                 | 順位               | プレーオフ                                 |
| ----------------------------------- | -------- | ---- | ------------------ | ------------------ | ------------------ | ------------------ | ------------------------------------------ |
| 2019                                | X1 Super |      | 3                  | 4                  | 0                  | 5位                | ―                                          |
| 2020                                | X1 Super |      | 0                  | 3                  | 0                  | 4位                | ―                                          |
| ライスボウルへ移行（Xリーグ決勝戦） | X1 Super |      |                    |                    |                    |                    |                                            |
| 2021                                | X1 Super |      | 3                  | 3                  | 1                  | 4位                | 準決勝敗退（対パナソニック）               |
| 2022                                | X1 Super |      | 4                  | 1                  | 0                  | A2位               | クオーターファイナル敗退（対エレコム神戸） |
| 2023                                | X1 Super |      | 4                  | 1                  | 0                  | B2位               | セミファイナル敗退（対パナソニック）       |
| 2024                                | X1 Super | E    | 2                  | 3                  | 1                  | 8位                | クオーターファイナル敗退（対富士通）       |